# Was mir von der Revolution geblieben ist
Was mir von der Revolution geblieben ist (französischer Originaltitel: Tout ce qu’il me reste de la révolution) ist der erste Kinofilm, in dem die Filmschauspielerin Judith Davis Regie führte. Sie spielte auch die Hauptrolle.

## Handlung
Angèle, eine junge Pariser Stadtplanerin mit den großen Idealen, die Stadt zu einem Ort der Begegnung zu machen, fliegt gerade aus ihrer ersten Anstellung. Leider habe man kein Geld für eine Weiterbeschäftigung. Man könne nur Auszubildende einstellen. Gerade der Professor, der während ihres Studiums von den großen sozialistischen Ideen der Schaffung wirklicher sozialer Gerechtigkeit schwärmte und nun an die Finanzierung seines Ferienhauses denkt, feuert sie. Das wirft ihm Angèle in einem großen Ausbruch von enttäuschten Gefühlen vor. Sie hat ihre linke Haltung, die sie von ihrem Vater Simon und ihrer Mutter Diane übernommen hatte, nie aufgegeben. Inzwischen hat sich aber die Mutter von der Familie zurückgezogen und lebt auf dem Lande. Der Vater hängt noch seinen Idealen nach und schlägt sich als Aushilfskoch durchs Leben. Angèle muss wieder zu ihm ziehen, weil ihre bisherige Wohngemeinschaft gescheitert ist.
Mit ihrer Freundin Léonor, einer Keramikerin, kritisiert sie an öffentlichen Orten, vor Arbeitslosen vor dem Arbeitsamt und vor Büroangestellten in einer Bank, die sozialen Ungerechtigkeiten und die Verlogenheit der politischen Hilfsprogramme mit kabarettistischen Auftritten. So bekommen sie einen kleinen Kreis Enttäuschter zu einem wöchentlichen Gesprächskreis zusammen. Ansonsten ärgert sich Angèle auch über ihre ältere Schwester Noutka, die ausgerechnet den Unternehmensberater Stéphane geheiratet hat und ein bourgeoises Leben führt. Ausgerechnet die versucht sie mit zur gemeinsamen Mutter zu nehmen, die ja auch die Idee verraten hatte.
Angèle will freiberuflich an einer Ausschreibung für die Stadtgestaltung der Übergänge von Paris in die Außenviertel teilnehmen. Sie hat da Ideen. aber muss erkennen, dass dies auch das Thema ihrer Mutter war. Sie hatte gar ein Buch darüber verfasst, ehe sie Paris verließ.
Dem kleinen wöchentlichen Gesprächskreis, der sich in einer Schule trifft, tritt auch Saïd bei, der Lehrer und Direktor der Schule. Er vergrößert die ohnehin große Heterogenität der Menschen, die sich da treffen. Sie haben sich Prinzipien des Zuhörens und der Achtsamkeit vorgenommen, aber infolge ihrer unterschiedlichen Persönlichkeiten gibt es keine Linie des Gespräches. Das wollen die Teilnehmer auch gar nicht. Sie wollen nicht zur Partei werden. Als Angèle einmal versucht, den kleinsten gemeinsamen Nenner zu ermitteln, indem sie fragt, was sich jeder Einzelne wohl am innigsten wünsche, wie z. B. Vergesellschaftung von wichtigen Bodenschätzen, finden die Teilnehmer keinen solchen Wunsch in sich. Nur Saïd weiß am Ende der Runde einen Weg. Angèle hat mehr als Sympathie für ihn. War er ihr doch durch seine unorthodoxen Lehrmethoden aufgefallen, der Erziehung zur Sensibilität gegenüber den symbolischen Zeichen in der Straße. Als sie einmal einen „Stinkefinger“ an ein Bankhaus kritzelt, kam er zufällig mit seiner Klasse vorüber. Die Kinder interpretierten die Zeichnung, lasen sie allerdings als „Penis“ und fragten sich, ob das bedeute, dass die Bank die Menschen anpinkele oder die Menschen die Bankgebäude anpinkeln sollten. So folgt Angèle Saïd. Aber der Weg führt nicht in den Klassenkampf, sondern in sein Zimmer. Saïd kann Angèle gewinnen. Aber danach flüchtet sie. Fürchtet sie doch wieder nur den Abweg vom linken Kampf ins Private. Als sie zu ihrem Vater nach Hause kommt, sitzt Saïd schon dort und versteht sich gut mit ihm beim Wein. Dabei erfährt Angèle nicht nur eine neue linke Abenteuergeschichte darüber, wie ihr Vater die Mutter kennengelernt hatte, sondern auch, dass ihre Mutter Kontakt zu ihr will. Ihr Vater hatte immer erklärt, die Mutter wolle nichts von ihr wissen. Saïd macht ihr bei seinem Gehen die schönste Liebeserklärung. Doch sie bleibt zurückhaltend. Wichtiger ist es ihr jetzt, den Vater zur Rede zu stellen über seine Lüge, die eine Vergeltung dafür war, dass die Mutter ihn verlassen hatte.
So fährt sie mit Léonor nun doch zur Mutter. Die Mutter verkauft auf dem Wochenmarkt Damenunterwäsche. Sie freut sich sehr, dass Angèle gekommen ist. Sie genießt das Zusammensein mit ihrer Tochter. Auch die ältere Schwester Noutka mit ihrer Familie ist da. Am Abend mimt Noutkas Mann Stéphane den Unternehmensberater für Angèles Freundin Léonore, ihm als Bildhauerin vorgestellt. Bald schlägt diese Beratung um in die Frage, wie man jemanden kündigt. Stéphane gerät außer sich in der Darstellung, wie jemand verbal fertiggemacht wird, ehe man ihn feuert. Dann springt er auf und fährt weg. Offensichtlich hatte er selbst seine Arbeit verloren. Er nimmt von nun an Angèles und Léonors wöchentlichen Gesprächskreisen teil. Saïd fehlt. Als der Gesprächskreis einen Ausflug ins Schwimmbad macht, sieht Angèle Saïd beim Schwimmunterricht mit seiner Klasse. Sie taucht vor Saïd aus dem Wasser auf und küsst ihn heftig und lang, genau so, wie der Vater vorher erzählt hatte, wie ihre Mutter ehedem vor ihrem Vater aufgetaucht war, als dieser ebenfalls schwamm.

## Produktion
Der Film wurde 2018 in Kooperation der Filmfirmen Apsara Films, Agat Films & Cie und Acme Production im Auftrag von Arte F produziert. Er kam im Februar 2019 in die französischen Kinos.

## Kritiken
„Angèle ist permanent wütend. Traumatisiert von der Trennung der Eltern, hält sie fast schon bockig an deren früheren Idealen fest. Angèle will nichts weniger als die Welt verändern – und ist dabei allein, weil sie es sich zur Gewohnheit gemacht hat, vor Liebesbegegnungen Reißaus zu nehmen. Was bleibt ihr von der Revolution, ihren Übertragungen, ihren verpassten Verabredungen und ihren gescheiterten Hoffnungen? Mal Don Quijote, mal Bridget Jones: Angèle versucht, ihr Gleichgewicht zu finden.“
Der Film ist eine bittersüße Komödie.